# Fondali dell'isola di Capo Passero
Fondali dell'isola di Capo Passero este o arie protejată (arie specială de conservare — SAC, sit de importanță comunitară — SCI) din Italia întinsă pe o suprafață de 5.367 ha, integral marine.

## Localizare
Centrul sitului Fondali dell'isola di Capo Passero este situat la coordonatele 36°40′35″N 15°08′17″E / 36.676389°N 15.138056°E.

## Înființare
Situl Fondali dell'isola di Capo Passero a fost declarat sit de importanță comunitară în septembrie 1995 pentru a proteja 2 specii de animale. Situl a fost protejat și ca arie specială de conservare în februarie 2020.

## Biodiversitate
Situată în ecoregiunea mediteraneană, aria protejată conține 3 habitate naturale: Peșteri marine scufundate complet sau parțial, Straturi cu Posidonia (Posidonion oceanicae), Recifuri.
La baza desemnării sitului se află mai multe specii protejate:
- mamifere (1): delfin mare (Tursiops truncatus)
- reptile (1): Caretta caretta

Pe lângă speciile protejate, pe teritoriul sitului au mai fost identificate 11 specii de plante, 8 specii de nevertebrate.